# James Swann
James Edward Swann jr. (1964) is een Amerikaanse seriemoordenaar die in 1993 bij dertien à veertien aanvallen vanuit zijn auto met een shotgun vier mensen vermoordde en er vijf verwondde. Hij staat ook bekend als de Shotgun Stalker.
Swann reed bij ieder geval eerst langzaam naast zijn slachtoffer in Washington, voor hij deze beschoot en wegreed. Voor zover bekend vermoordde hij volledig willekeurig onbekende mensen. Op 19 april 1993 kwam er een eind aan Swanns aanvallen doordat de politie hem oppakte. Een agent die geen dienst had, zag een man door een rood stoplicht oversteken die voldeed aan het signalement van Swann. Hij achterhaalde hem en trof een shotgun in zijn auto aan waarvan de loop nog warm was.
Swann werd bij zijn rechtszaak in 1994 ontoerekeningsvatbaar verklaard. In plaats van een gevangenisstraf, werd hij daarom veroordeeld tot opname in de psychiatrische afdeling van het St. Elizabeths Hospital in Washington.

## Willekeurig in Washington
Washington was niet alleen in de tijd van Swann in de ban van een willekeurig moordende schutter. In 2002 werd de stad opnieuw opgeschrikt door John Allen Muhammad en John Lee Malvo.